# ジョン・M・パティソン
ジョン・M・パティソン(John M. Pattison、1847年6月13日 - 1906年6月18日)はアメリカ合衆国オハイオ州の民主党の政治家。第43代オハイオ州知事。
パティソンはオハイオ州オーウェンズヴィル近くで生まれた。南北戦争中の1864年に北軍に参加する。戦争終結後、パティソンはオハイオ・ウェスリアン大学に通い、1869年に卒業。法学を学んだ後、1872年に弁護士になった。保険会社で重役として働く前にパティソンは1873年に一時オハイオ州下院議員をしていた。しばらくオハイオ州上院議員をしてパティソンは1890年に連邦下院議員に当選する。1891年から1893年まで1期務めたが、1892年の選挙では再選はならなかった。パティソンは1905年にオハイオ州知事に当選。1906年1月に就任したが在任のまま6月に死去した。